# Fernando de Orbaneja
Fernando de Orbaneja Aragón (Valladolid, 22 de mayo de 1924-Madrid, 26 de junio de 2016) fue un ingeniero industrial y profesor universitario español, conocido por su actividad como escritor.

## Biografía
Fernando de Orbaneja fue el quinto de seis hermanos nacidos del matrimonio entre el militar José de Orbaneja Castro y María Aragón Díez. Su padre, nacido en Burgos, fue comandante de artillería con destino en la Capitanía General de Valladolid, ciudad donde se estableció el matrimonio y nacieron sus hijos. En 1922, cuando Fernando de Orbaneja aún no había nacido, su padre dirigía la Escuela Militar Particular «Castilla», un tipo de academia castrense ubicada en la calle Capuchinos y con oficinas en la calle Duque de la Victoria de Valladolid.
En este contexto, Fernando de Orbaneja comenzó su educación infantil en el Centro Educativo Lacome de Valladolid, formación que prosiguió en el Instituto Zorrilla y en el Colegio San José de la Compañía de Jesús.   
Terminado el bachillerato, sus estudios superiores discurrieron entre Madrid y Barcelona. Comenzó Ingeniería Industrial en la Universidad de Madrid, estudios que finalizó en la ETSII de Barcelona, aunque regresó nuevamente a la capital de España para doctorarse. En Barcelona fue condiscípulo de Salvador Pániker, filósofo y también ingeniero con quien mantuvo una estrecha amistad a lo largo de su vida, hecho que el propio Pániker reflejó en sus diarios.
Pese a su formación académica, desarrolló una prolífica actividad como asesor y organizador de empresas tanto en España: Acería Quijano de Nueva Montaña (Cantabria) o Sanglas de Barcelona; como en Brasil: Fábrica Nacional de Motores, Lanificio Kovarick de São Paulo, Compañía Paulista de Celulosa o las Refinerías Morgauti; en México: Altos Hornos de Monterrey u otras en Argentina y Filipinas. Asimismo, entre 1983 y 1987 fue asesor del Ayuntamiento de Valladolid.
Gracias a este bagaje y experiencia dentro de la empresa comenzó a impartir clases de control de gestión en la Escuela Superior de Administración y Dirección de Empresas ESADE (Barcelona) y en la Universidad Presbiteriana Mackenzie (São Paulo), ciudad donde además fue el impulsor del establecimiento de la Campaña Latinoamericana por el Derecho a la Educación (CLADE).

## Escritor
Fernando de Orbaneja es conocido por sus ensayos y artículos periodísticos, géneros literarios que desarrolló una vez jubilado. Sus escritos abordan dos grandes temas que, con frecuencia, aparecen unidos en sus publicaciones: la política y, sobre todo, la religión, principalmente la católica. No en vano, el título de su primera obra: La iglesia no posee la verdad (Ed. Libertarias, 1995) constituye una declaración de intenciones sobre la posterior bibliografía del autor. En este ámbito, Orbaneja estudió y criticó la organización jerárquica de la iglesia, así como las contradicciones teológicas y bíblicas de la institución religiosa a lo largo de su historia, argumentos que mantuvo en buena parte de sus publicaciones y entrevistas.
Orbaneja fue un firme defensor del laicismo, especialmente dentro de la enseñanza. Formó parte de Europa Laica, una organización sin ánimo de lucro –de la que fue nombrado socio de honor– que aboga por una sociedad laica y la separación entre el Estado y la Iglesia, ideas que Orbaneja esgrimió en buena parte de su obra escrita con un lenguaje directo y coloquial, desenfadado e incluso irónico, en ocasiones distante del formalismo académico propio de las Ciencias Sociales. Estas características definen el estilo de Orbaneja, una manera de escribir calificada de visceral o exaltada que fue criticada por algunos autores, a la vez que alabada por otros.
Los ensayos de temática política analizan con un tono pesimista la situación sociopolítica –especialmente la española– de finales del siglo XX y comienzos del XXI, acrecentada sobremanera por la Crisis Financiera de 2008, asunto que con diferentes argumentos trataron otros autores coetáneos. A su crítica, Orbaneja añadió el monopolio político del bipartidismo imperante en España, disensión que quedó reflejada en su libro La gran estafa del PPSOE (Pigmalión Edypro, 2013).
Sin abandonar el desencanto, su obra analiza con perspectiva histórica el origen o causas del fracaso social, a la vez que propone una serie de soluciones o medidas que subyacen en buena parte de sus libros y artículos. Orbaneja abogaba por un cambio en el sistema político español basado en una enseñanza racional y laica –como ya defendió durante su estancia en Brasil–, una gestión económica más equitativa de los recursos y una justicia imparcial. Además, apoyó con su firma la declaración de una España Federal dentro del marco europeo, reivindicando la reforma de la Constitución Española, donde según él «la democracia, la libertad, la igualdad, la fraternidad e incluso la unidad en la diversidad sólo puede ser plenas con una República».
Buena parte de las publicaciones de Fernando de Orbaneja fueron editadas por Ediciones B y últimamente por Sial Pigmalión, editorial que en el año 2014 le concedió el «Premio Internacional de Pensamiento y Ensayo Aristóteles».
Por su condición de escritor, Fernando de Orbaneja compartió sus conocimientos y reflexiones en tertulias y entrevistas de televisión, destacando la participación en  programas dirigidos por Fernando Sánchez Dragó: Negro sobre Blanco (RTVE) y Las noches blancas (Telemadrid), espacios televisivos donde presentó sus libros y debatió sobre la figura de Jesús y la influencia de la religión en los acontecimientos sociales. Así, entre otros escritores y filósofos, Orbaneja compartió tertulia con Javier Sádaba, Enrique Miret Magdalena, Antonio Piñero o Gonzalo Puente Ojea.

## Fallecimiento
Fernando de Orbaneja falleció en Madrid el 26 de junio de 2016 a los 92 años de edad. Acompañado de su segunda esposa, sufrió un infarto al abandonar el colegio electoral del CEIP José Ortega y Gasset de Madrid, muy cerca de su domicilio, donde había acudido a votar con motivo de las elecciones generales. La noticia de su muerte se dio a conocer en varios medios de comunicación españoles, entre ellos El Magacín, donde Orbaneja publicó sus artículos.

## Obras publicadas
Como autor
- (1995). La iglesia no posee la verdad. Madrid: Ed. Libertarias. (Prólogo de Gonzalo Puente Ojea). ISBN 9788476833889
- (2002). Lo que oculta la iglesia. El credo a examen. Barcelona: Espasa Calpe. ISBN 9788467002089
- (2003). Historia impía de las religiones. Barcelona: Ediciones B. ISBN 9788408068372
- (2005). La biblia al desnudo. Madrid: Huerga y Fierro Ediciones. ISBN 9788483745120
- (2006). Jesús y María. Lo que la biblia trató de ocultar. Barcelona: Ediciones B. ISBN 9788466630115
- (2007). Opus Dei. La santa coacción. Barcelona: Ediciones B. ISBN 9788466633475
- (2009). España, historia de un fracaso. Barcelona: Ediciones B.ISBN 9788466640992
- (2010). España, el miedo a la verdad. Barcelona: Ediciones B. ISBN 9788466645300
- (2011). Verdades como puños. Madrid: Pigmalion Edypro.ISBN 9788415244011
- (2013). La gran estafa del PPSOE. Madrid: Pigmalión Edypro. ISBN 9788415916000
- (2014). Breve historia de las religiones. Ediciones B. ISBN 9788490707814
- (2015). Canallas del siglo XX y pico. Madrid: Sial Pigmalión. ISBN 9788416447091
- (2016). Lectura impía de la biblia. Madrid: Sial Pigmalión. ISBN 9788416447602

Como prologuista y colaborador
- (2013). Benítez Benítez, J. Deseo: el proyecto Eclipse. Madrid: Sial Pigmalión. ISBN 9788415916154

## Artículos
- Origen del Estado Islámico. Soluciones para acabar con el terrorismo yihadista. En El Magacín, 29 de noviembre de 2015. (Consultado 16 de febrero de 2021).

- Monarquía o República. En El Magacín, 24 de diciembre de 2015. (Consultado 16 de febrero de 2021).
- Ambición. En El Magacín, 16 de diciembre de 2016. (Consultado 16 de febrero de 2021).
- Las mentiras de la Biblia. Incoherencias, contradicciones y disparates de los textos sagrados. En El Magacín, 8 de enero de 2016. (Consultado 16 de febrero de 2021).
- La enseñanza. En El Magacín, 10 de febrero de 2016. (Consultado 16 de febrero de 2021).
- El idioma. En El Magacín, 10 de febrero de 2016. (Consultado 16 de febrero de 2021).
- Nuevo rapto de Europa. En El Magacín, 25 de marzo de 2016. (Consultado 16 de febrero de 2021).